# Elecciones estatales de México de 2013
Las Elecciones estatales de México del 2013 Se llevaron a cabo el 7 de julio de 2013, una fecha concordada entre el IFE y los diversos institutos electorales de las 14 entidades en las que se llevaron a cabo. En diversos estados se elegirán entre 1 y 3 cargos de gobierno distintos.

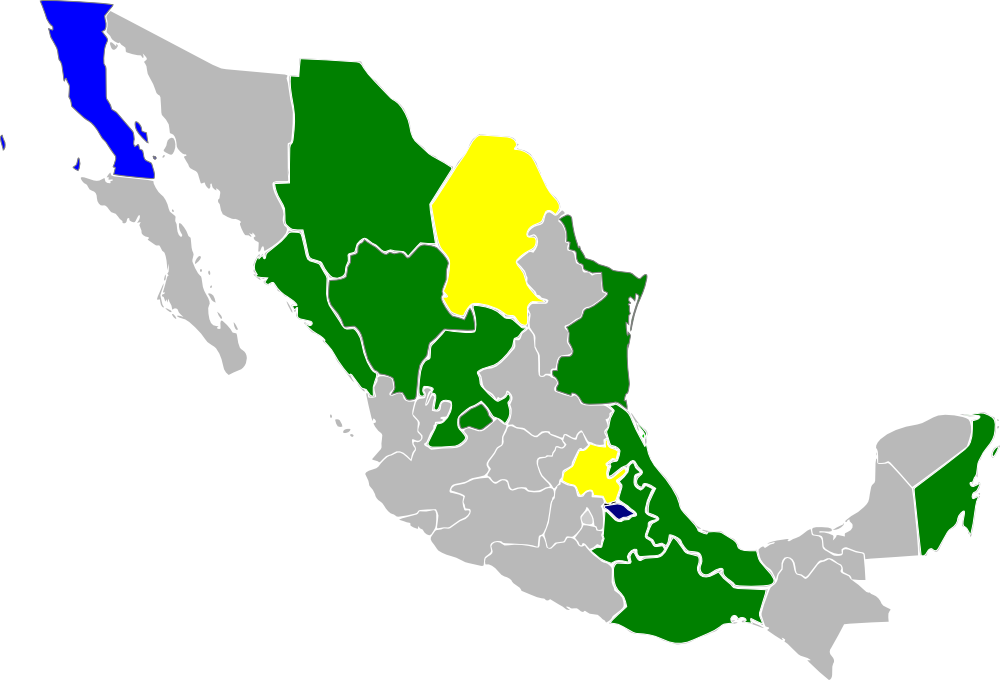
Estados en los que habrá elecciones
3 cargos a elegir
2 cargos a elegir
1 cargo a elegir

## Estados que participan
Participan un total de 14 estados de los 31 estados y el Distrito Federal que conforman a México. Los cuales son:
- Aguascalientes (11 ayuntamientos y 18 diputados locales)
- Baja California (Gobernador, 5 ayuntamientos y 25 diputados locales)
- Chihuahua (67 ayuntamientos y 33 diputados locales)
- Coahuila (38 ayuntamientos)
- Durango (39 ayuntamientos y 30 diputados locales)
- Hidalgo (30 diputados locales)
- Oaxaca (570 ayuntamientos y 42 diputados locales)
- Puebla (217 ayuntamientos y 41 diputados locales)
- Quintana Roo (10 ayuntamientos y 25 diputados locales)
- Sinaloa (18 ayuntamientos y 40 diputados locales)
- Tamaulipas (43 ayuntamientos y 36 diputados locales)
- Tlaxcala (60 ayuntamientos , 32 diputados locales y 391 presidentes de Comunidad)
- Veracruz (212 ayuntamientos y 50 diputados locales)
- Zacatecas (58 ayuntamientos y 30 diputados locales)